# Национален музей „Каподимонте“ (описание)
Националният музей „Каподимонте“ се простира на трите нива в двореца „Каподимонте“ в Неапол, Италия. Подредбата на произведенията датира от последните реставрационни работи, извършени от началото на 80-те години до 1999 г. На приземния етаж и в определени зони на сутерена са разположени услугите за посетители и някои образователни зали. На мецанина са „Кабинетът на рисунките и щампите“ и изложбите на „Частния 19 век“ и на „Плакатите на Меле“. На първия етаж са галерията „Фарнезе“, колекцията „Борджия“, Кралският апартамент, колекцията от порцелан, колекцията „Де Чичо“ и оръжейната зала на Фарнезе и на Бурбон. На втория етаж са Неаполитанската галерия, колекцията „Авалос“, залата с гоблени „Авалос“ и секцията за съвременно изкуство. Последната продължава и на третия етаж, където също се намират „Галерията на 19 век“ и „Фотографската галерия“.

### Партер, сутерен и мецанин
На приземния етаж са услугите за посетители, като билетна каса, книжарница, кафене и гардеробна. Има и аудитория, която може да бъде домакин на конференции, прожекции, симултантен превод и концерти на живо, украсена по стените с два гоблена от колекция „Авалос“. В атриума преди голямото стълбище са „Юпитер удря с мълния титаните“ – порцеланова скулптура от Филипо Тальолини и инсталация от алуминий и желязо на Лучано Фабро от 1989 г., озаглавена „Северът, югът, западът и изтокът играят в Шанхай“. В градината точно преди входа има произведение на съвременното изкуство – „Южен знак Южен кръст“, дело на Елизео Матиачи.
В сутерена има две учебни зали: първата, наречена Сала „Сол ЛеВит“ по името на своя създател, се използва за срещи, конференции, изложби, семинари и концерти, запазени за младата публика с инсталация на самия ЛеВит, наречена White bands in a black room, докато втората, Сала „Кауза“, се простира на 700 m² и се използва главно за временни изложби.
На мецанина е Колекция „Меле“: това са рекламни плакати от Универсалните магазини „Меле“, открити в Неапол през 1889 г. от братята Емидио и Алфонсо Меле и дарени на музея през 1988 г. Те представляват важно свидетелство за неаполитанския фигуративен език в период от края на 19 до началото на 20 век: плакатите са поръчани от графичната работилница Рикорди, а рисунките са направени от художници, като Франц Ласкоф, Леополдо Метликовиц, Леонето Капиело, Алеардо Вила, Джан Емилио Малерба, Акиле Белтраме и Марчело Дудович. Също така на мецанина, в южното крило на сградата, се намира „Кабинетът за рисунки и щампи“, чиято експозиция започва през 1994 г. – събрани са около 2500 листа и 25 хил. щампи, вариращи от подготвителни картони до рисунки на автори, като Анибале Карачи, Гуидо Рени и Джовани Ланфранко, от които са събрани около 400 подготвителни листа за стенописи, изпълнени в неаполитански църкви, но също така и творби на Понтормо, Тинторето, Андреа дел Сарто, Хосе де Рибера и Аниело Фалконе. В същите зали са изложени и колекциите на граф Карло Фирмиан, закупени през 1782 г., включващи над 20 хил. щампи от Албрехт Дюрер, Стефано дела Бела, Джовани Бенедето Кастилионе и Рембранд, както и колекция „Борджия“, закупена през 1817 г., включваща 86 акварела и индийски дизайни. Има и други колекции, дарени след откриването на музея, като тази на Марио и Анджело Астарита, предложена през 1970 г., съставена от 419 рисунки, акварели и масла от художници от Школата на Позилипо, сред които се откроява Джачинто Джиганте, или покупки като колекцията от 64 етюда на арх. Федерико Травалини. Мецанинът завършва с колекцията „Частен 19 век“, създадена през 2012 г. в южното крило на сградата, тя обединява картини от 19 и 20 век в седем зали. Първоначално в тези зали, от 1816 г., се помещава частният апартамент на Фердинанд I, за да бъдат използвани от принцеса Каролина през средата на 19 век и след това са предназначени за по-младия клон на семейството на херцозите на Аоста през първата половина на 20 век век. Със създаването на музея през 1957 г. в залите се помещават офисите на Главното управление, докато по време на реставрационните работи през 90-те години те са върнати в първоначалния си архитектурен вид, предназначен за музейно ползване с добавяне на мебели, платове и завеси неаполитанска изработка.
Зала 1 е посветена на неокласическото течение с творби на Винченцо Камучини, Зали 2 и 3 събират неаполитански пейзажи от автори от Школата в Позилипо, като Антон Сминк ван Питло, Джачинто Джиганте и братята Палици, в Зала 4 са платна на Реализма от втората половина на 19 век на художници, като Винченцо Джемито, Доменико Морели, Микеле Камарано и Джузепе Де Нитис, в Зала 5 са творби, вдъхновени от ориенталското изкуство, а в Зали 6 и 7 са различни дарения от частни лица или художници, като Джоакино Тома, Акиле Д'Орси, Джовани Болдини и Джакомо Бала.

### Първи етаж
Първият етаж е разделен на зоните на галерия „Фарнезе“ и Кралския апартамент. По-специално към галерия „Фарнезе“ се числят Зали 2 – 30, където се помещава колекция „Фарнезе“, с изключение на Зали 7 (посветена на колекция „Борджия“) и 23. Зали 31 – 60, към която е добавена Зала 23, са домакини на Кралския апартамент, характеризиращ се със Зали 35 и 36, посветени на Порцелановата галерия, зали 38 – 41, посветени на колекция „Де Чичо“, и от Зали 46 – 50, запазени за оръжейната зала на Фарнезе и Бурбоните.

#### Колекция „Фарнезе“
Колекция „Фарнезе“ дава името си на едноименната галерия и всички произведения са подредени по областта им на произход в хронологична последователност. Колекцията е създадена в средата на 16 век от папа Павел III, който събира в двореца си на пл. „Кампо дей Фиори“ в Рим както древни произведения, особено статуи от археологически находки в района на Рим, като например от Термите на Каракала, така и съвременни, предимно живописни произведения на художници, като Рафаело, Себастиано дел Пиомбо, Ел Греко и Тициан. С Отавио Фарнезе и неговия син Алесандро през 17 век колекцията се обогатява с множество експонати, благодарение и на дарението през 1600 г. от страна на Фулвио Орсини на кардинал Одоардо и на конфискацията през 1612 г. на активите, принадлежали на някои членове от аристокрацията на Парма и Пиаченца, държани отговорни за заговор, замислен година по-рано срещу Ранучо I Фарнезе. Следователно произведения на художници като Кореджо и Пармиджанино стават част от колекцията, към които се присъединяват покупки от римски дворци. Освен това, когато Александро става владетел на Нидерландия, фламандската е добавена заедно с италианската живописна школа: обаче, според някои източници от онова време, монархът не е внимателен колекционер противно на баща си и майка си Маргарита Австрийска. През 1693 г. е добавена колекцията на Маргерита Фарнезе, сестра на Ранучо I. По-късно колекцията премина в ръцете на Изабела Фарнезе, а след това на нейния син Карлос III, който, когато става крал на Неапол, прехвърля всички творби в столицата на своето кралство: допълнително разширена с нови придобивки с предмети и от кехлибар, бронз, планински кристал, майолика и сребро, колекцията се помещава в специално построения дворец „Каподимонте“. През годините обаче тя е местена в различни сгради в града до края на Втората световна война, когато е решено да се реорганизират неаполитанските музеи: статуята остава в Националния археологически музей, докато картините отново са преместени в двореца Каподимонте в новородения музей, възстановявайки древната Галерия „Фарнезе“.
Зала 2 маркира входа на Колекция „Фарнезе“ и позволява да се видят нейните картини, притежавани от членове на семейство Фарнезе. Много от тези творби, като например „Портрет на Павел III“ и „Портрет на Павел III с внуците му Алесандро и Отавио Фарнезе“ са дело на Тициан, като колекцията от този художник в Каподимонте е най-представителната и многобройна в Италия и в света. Тук също са изложени картини на Рафаел като „Портрет на кардинал Алесандро Фарнезе“, картини от Джорджо Вазари и Андреа дел Сарто, както и скулптури на Гулиелмо дела Порта и гобленът „Жертвата на Александър“.
- Рафаел, Портрет на кардинал Алесандро Фарнезе. 1509 – 1511
- Тициан, Портрет на кардинал Алесандро Фарнезе. 1545 – 1546
- Тициан, Папа Павел ІІІ със своите внуци Алесандро Фарнезе и Отавио Фарнезе. 1546

Малката Зала 3 е посветена на „Разпятието“ от Мазачо. То не е част от Колекция „Фарнезе“, но е закупено през 1901 г. от частно лице като картина на неизвестен флорентински художник от 15 век и едва по-късно се разбира, че това е централната част на „Пизанския полипти“, която Мазачо прави за църквата „Санта Мария дел Кармине“ в Пиза, впоследствие разделен на части, съхранени в други европейски и американски музеи.
В Зала 4 са показани четири скици с въглен: две на Микеланджело и по една от Рафаел и Джован Франческо Пени, по-рано притежание на Фулвио Орсини, наследени, в съответствие с волята му, от Ранучо I Фарнезе. Произведенията първоначално влизат в Каподимонте през 1759 г. по нареждане на Жозеф Бонапарт, след това са прехвърлени към Кралския дворец, където съставляват ядрото на Кабинета от рисунки и щампи, но после отново са върнати в Каподимонте. В същата зала има картина, приписвана на Хендрик ван ден Брок – „Венера и Купидон“ – копие на едноименната скица с въглен на Микеланджело, изложена до нея и обект на множество копия и от други художници.
От Зала 5 творбите са подредени в хронологичен ред и са разделени по културни области: между тях се открояват две творби на Мазолино да Паникале: „Основаване на Санта Мария Маджоре““ и „Успение Богородично“ – централни елементи от триптих, първоначално поставени на олтара на базиликата „Санта Мария Маджоре“ в Рим.
В Зала 6 са събрани картини от колекциите на Фарнезе и на Бурбоните на ренесансови художници от Умбрия и Тоскана. Творбите показват картинни нововъведения за времето си, като например използването на перспектива от автори като Филипино Липи с Благовещение и светии, Лоренцо ди Креди, Сандро Ботичели с Мадоната с Младенеца и два ангела, Рафаелино дел Гарбо и Рафаело с една своя ранна творба, основна за залата – Вечният сред херувимите и главата на Мадоната. Вместо това платното Христос носи кръста на Франческо Дзаганели се отклонява от преобладаващата тема, като по-близка до картината на Дюрер.
От Зала 8 започва онази поредица от зали, обърнати към западната страна на сградата, в която още през 18 век се съхраняват първите картини от Колекция „Фарнезе“: таванът на залата, заедно с този на Зали 9 и 10, все още има декоративните стенописи от 19 век, след това реставриран през 1950-те г.. Тук са изложени живописни произведения на изкуството от Венецианската школа, датиращи между 15 и началото на 16 век с автори като Бартоломео Виварини, Андреа Мантеня и Лоренцо Лото, всички принадлежащи към Колекция „Фарнезе“. Творбите на автори като Джовани Белини и Джакопо де Барбари са свързани с покупки на Бурбоните. Картините показват всички нововъведения от този исторически период, в който са рисувани: хроматичен финес, използване на въздушна перспектива и ключова роля на светлината.
В Зала 9 са изложени произведения на Себастиано дел Пиомбо, Джулио Романо и Даниеле да Волтера, свидетелстващи за пламенния римски артистичен сезон от 16 век. Залата също така показва три картини: Мадоната с воала и Портрет на Климент VII с брада от Себастиано дел Пиомбо, и Портрет на млад мъж от Даниеле да Волтера, направени върху шистови плочи – експериментална техника, използвана като алтернатива на платното и панелите. Също интересно е копието на Микеланджело на Страшния съд, нарисувано от Марчело Венусти през 1549 г. с техниката „темпера върху дърво – доказателство за това как е изглеждала работата в Сикстинската капела преди намесите на Даниеле да Волтера да покрие тези части, смятани за неприлични. Тук е изложена и картината Мадоната на Божествената любов, дело на Рафаело Санцио и помощници между 1516 и 1518 г., с използвана техника „маслени бои върху дърво“.
Зала 10 съдържа картини на тоскански художници, реализирани през третото десетилетие на 16 век: Понтормо, Росо Фиорентино, Фра Бартоломео, Франчабиджо, Андреа дел Сарто, Доменико Пулиго и Питер де Вите – творци, отворили вратите към Маниеризма. Също в зала № 10 е изложена картината Успение Богородично със Свети Йоан Кръстител и Света Екатерина Александрийска на италианския художник Фра Бартоломео, рисувана вероятно през 1516 г. с техника „маслени бои върху дърво“.

В Зала 11 са събрани венециански творби: по-специално произведения на зрелия Тициан като „Даная“, Портрет на млада жена и Магдалена; на младия Ел Греко, ученик на Тициан и придворен художник на Фарнезе, и на Палма Векио. Забележително е Момче, което духа върху горящ въглен, изработена от Ел Греко със силна светлосянка, с ясни акценти както при Караваджо.
- Момче, което духа върху горящ въглен. Ел Греко. 1570 – 1572
- Портрет на Джулио Кловио Ел Греко. 1571 – 1572
- Мария Магдалена Тициан. 1550 г.
- Даная Тициан. 1545
- Благовещение Тициан. 1557 г.

Зала 12 събира една от най-важните колекции на света от картини от Емилианския ренесанс от 16 век, подарени на Фарнезе или конфискувани от някои семейства на Пиаченца и Парма, заговорничили срещу Ранучо I Фарнезе. Сред тях са Антонио да Кореджо, с неговите свещени и митологични теми и човешки фигури с меки форми и меки цветове, и Пармиджанино, един от главните герои на италианския Маниеризъм и на живопис, направена от експерименти, Джироламо Мацола Бедоли, Бенвенуто Тизи да Гарофало, Досо Доси, Лелио Орси и Иполито Скарсела, като последните двама имат характерен фабулен и наративен дух. Залата е завършена от мраморни бюстове от Римската епоха. Тук е изложена и картината „Свети Антоний абат“ на Антонио да Кореджо, рисувана през 1517 – 1518 г. с техниката „маслени бои върху дърво“.
- Антеа  Пармиджанино. 1524 – 1527
- Портрет на Галеацо Санвитале худ. Пармиджанино. 1524
- „Светото семейство и свети Йоан“  Пармиджанино. 1528
- „Лукреция Римска“ Пармиджанино. 1540

Зала 13 събира онези произведения на художници, които са работили в двора на Фарнезе в Парма, място в пълен интелектуален плам през този период: по-специално Якопо Дзангуиди, по-известен като Бертоя, с Мадоната с Младенеца, и Джироламо Мирола, към които се присъединяват и чуждестранни художници като Ян Соенс.
Зала 14 е Галерията на редките неща, обикновено наричана Wunderkammer, т.е. нещо като Стая на чудесата, която има за задача да очарова и учуди посетителите. Наред с нормалните картини тя събира онези скъпоценни и редки произведения на това, което остава от декоративните изкуства от Колекцията на Фарнезе, някога съхранявано в Херцогската галерия на Парма. Сред произведенията са Ковчежето на Фарнезе, направено от Мано Сбари с кристали, гравирани от Джовани Бернарди, малки бронзови изделия от различни италиански и европейски школи като тези на Джамболоня, а други с типична ренесансова изработка като Давид на Франческо ди Джорджо Мартини и Купидон на Гулиелмо Дела Порта, или от Маниеризма, както и монети, предмети от слонова кост като Поднос и кана от Йохан Михаел Маухер, ренесансови медали от Пизанело, Матео де Пасти и Франческо да Сангало, емайли (като този, който изобразява „Диана ловджийка“ от Якоб Милър Стария), майолика от Урбино, включително сервиз от синя майолика, принадлежал на Алесандро Фарнезе, скални кристали, дървени микрорезби и екзотични артефакти и находки като твърда каменна жаба от Мексико и статуетката на Уицилопочтли, ацтекският бог на войната.
Зала 15 събира изключително картините на фламандския художник Якоб де Бакер. Това са седем произведения, изобразяващи седемте смъртни гряха, много популярна тенденция във фламандската култура през 16 век: порокът е изобразен в центъра на картината, а зад него са сцени от Новия и Стария завет. Творбите са закупени от Козимо Маси във Фландрия и са конфискувани през 1611 г. от Ранучо Фарнезе. Когато пристигат в Неапол, те не се радват на голям късмет, дотолкова, че са държани в складовете на Палацо дели Студи, преди да бъдат прехвърлени в Камарата на депутатите в Рим, за разкрасяване на стените; те се завръщат в Неапол през 1952 г., възползвайки се от нова преоценка.
Зала 16 е посветена на ломбардската живопис от 15 и 16 век, с не много значима колекция, която вижда своя връх в центрове като Кремона, Бреша, Бергамо и преди всичко в Милано. Сред изложените художници са Бернардино Луини и Чезаре да Сесто, вдъхновен от Леонардо да Винчи, и Джулио Чезаре Прокачини, който със своята Мадоната с Младенеца и ангел показва признаците на твърдия морал на Контрареформацията в сакралната живопис, където обаче се откриват първите признаци на Барока. Залата е завършена от бюстове на римски императори, първоначално изложени в Дворец „Фарнезе“ в Рим.

В Зала 17 има картини от Фламандската и Немската школа; по-специално тук са изложени два шедьовъра на Питер Брьогел Стари: Притча за слепците и Мизантроп, които представят зрелия му период. Закупени са от Козимо Маси, секретар на принц Алесандро, и конфискувани от Фарнезе от един от неговите наследници, Джовани Батиста Маси, през 1611 г. Има и триптихи като Разпятието и Поклонението на влъхвите от Йоос ван Клеве, с подвижни врати и богати на декоративни елементи, толкова много, че изглежда, че възпроизвеждат типични елементи на италианското изкуство, както и група малки картини от Хери мет де Блес (Чивета), които изобразяват пейзажи, вече споменати в описите на маркиз Джироламо Санвитале. Други изложени художници са Якоб Корнелис ван Оостсанен и Бернар ван Орли, последният с Портрет на Карл V. Повечето от тези платна са част от колекцията на Фарнезе благодарение на придобиванията на кардинал Одоардо от 1641 г.
- Питер Брьогел Стари, „Притча за слепците“, 1568
- Питер Брьогел Стари,  „Мизантроп“ 1568

Зала 18 е почти изцяло посветена на Йоахим Бейкелар: не е известно кога или кой е купил произведенията, но те със сигурност са принадлежали на колекцията на Фарнезе в Парма още от 1587 г., както се споменава в някои семейни описи, заедно с около четиридесет картини, принадлежали на херцог Отавио и на Ранучо I Фарнезе в период, в който натюрмортите и народните сцени като тези от пазарите и провинцията постигат голям успех в Италия. Единственото произведение, което не принадлежи на Бейкелар, е Исус сред децата от Маартен де Вос.
В Зала 19 са изложени творби на членовете на фамилия Карачи, братята Агостино и Анибале Карачи, водещи художници при семейство Фарнезе, заедно с братовчед им Лудовико: творбите са засегнати от ограниченията, наложени от Трентския събор, който изисква ново художествено решение, според което художникът следва да има визия за реалността, за да извади италианската картина от това състояние на криза.
В Зала 20 продължава колекцията от произведения на Емилианската школа с Джовани Ланфранко, Систо Баладокио и Анибале Карачи. Карачи е представен чрез зрелия си период, вдъхновен от гръцките митове, с картините Риналдо и Амида и Речна алегория.
Зала 21 е изцяло посветена на картините на Бартоломео Скедони – художник, който свързва професионалния си живот със семейство Фарнезе, като работи за семейството в Модена и Парма, като те купуват по-голямата част от работите му, дори и тези, които, след смъртта му са депозирани в ателието му. Ученикът на Кореджо Федерико Барочи и Анибале Карачи превръщат светлината в преобладаващата новост в картините си, като я съчетават с ексцентрични фигури.
Зала 22 е посветена отново на емилианската живопис: основната творба е Аталанта и Хипомен на Гуидо Рени, към която се доближават картините на Джовани Ланфранко и Микеле Дезублео. Всички картини представят темите и стила на зараждащия се бароков стил.
Зала 24 съдържа фламандски творци от 17 век като Антонис ван Дайк с Разпятието на Христос, закупена от Диего Сарторио за 1500 дуката. Също тук са и картини на Петер Паул Рубенс и Даниел Зегерс. Това са произведения, принадлежащи към колекцията на Фарнезе или последващи покупки, и които предлагат сравнение между италианската и нидерландската живопис от периода.
И в зала 25 продължава изложбата на фламандски художници, по-специално на произведения, занимаващи се с изгледи – жанр, който от края на 16 век има огромен успех благодарение и на молбата на богати буржоа, които обичат да украсяват стените на своите дворци с платна, изобразяващи сцени от ежедневието: сред художниците, изложени тук, са Себастиан Вранкс, Гилис Мостарт и Питер Брьогел Млади със Зимен пейзаж.
Фламандски художници могат да бъдат намерени и в Зала 26: този път обаче темата се премества към натюрмортите, които имат огромно разпространение през 17 век. Това са интимни изображения на познати сцени с портрети на плодове, дивеч, цветя, съдове и кристал, както е демонстрирано от платното на Давид де Конинк „Дивеч и животни“ или от Давид Тениерс Млади с Кухненски интериор.
Зала 27 продължава с емилианските художници, по-специално с тези, повлияни от опита на Академията на крачещите: изложени са произведения на Лудовико Карачи като Падението на Симон Магесник, което отваря визията към нова концепция за пространството и е със знаци на Ранен барок, и на Доменичино с Ангел-хранител, който вместо това остава закотвен към класицизма, и Алесандро Тиарини, който продължава да следва стила на школата на Караваджо.
Късният маниеристичен стил от края на Чинкуеченто (16 век) се изразява в произведенията в Зала 28, дело на тоскански и лигурийски художници; използването на цвят е важно в тези платна, почти сякаш за да придаде свръхестествена тоналност, но все пак придава мека и примесена светлина: свидетелствайте за Пиетà от Чиголи, Венера и Адонис от Лука Камбиазо и Свети Себастиан, воден до гробницата от Доменико Крести.
Зала 29 съхранява произведения от различен произход и принадлежали на различни културни класи, което показва, че семейство Фарнезе, поради вътрешни разногласия, вече не е било в състояние да поръчва картини от художници за своята колекция. Най-представителните в стаята са от художници от Генуа – град, който се радва на добър артистичен сезон между 17 и 17 век: характерни са маслените картини върху мед от Карло Сарачени с митологична тематика и произведения на Орацио де Ферари и Джован Батиста Гаули, докато Пейзаж с нимфата Егерия от Клод Лорен идва от Колекцията на Бурбоните.
Зала 30 завършва Колекция „Фарнезе“: в нея се съхраняват творбите на Себастиано Ричи – венецианец от 17 век, един от художниците на Дом Фарнезе в Парма, който се радва на закрилата на Ранучо I; в залата е и Светото семейство и светци от Джузепе Мария Креспи.

#### Колекция „Борджия“
В Зала 7 се помещава Колекция „Борджия“. Това е колекция, закупена през 1817 г. от крал Фердинанд I, собственост на кардинал Борджия, който през 18 век изпълнява различните католически мисии по целия свят, получава множество художествени предмети от най-различни хора, като например ориенталски и екзотични. Произведенията са запазени от кардинала както в римския му дворец, така и в двореца му във Велетри, където поставя началото на истински музей, отворен за учени, и се разделя на десет секции: древноегипетска, етруска и волски антики, гръко-римски, римски, изкуство на Далечния Изток, арабски антики, етно-антропологически находки от Северна Европа и от Централна Америка, както и Музей на религиозното изкуство, състоящ се от творби, свързани с иконографията и светата литургия. След смъртта на кардинала колекцията е наследена от племенника му Камило Борджия и по-късно е закупена от Бурбоните. Затова колекцията е изложена за първи път в Кралския музей на Бурбоните и по-късно, през 1957 г., е прехвърлена в двореца Каподимонте, където след дълги инвентаризации са изложени три секции: Музей на религиозното изкуство, Арабски циуфик и Индийски музей.
Колекцията включва картини, като например иконата Света Евфимия на Андреа Мантеня, рисувана през 1454 г. с техниката „темпера върху платно“. Светицата е изобразена облечена в тъмни дрехи, изправена в цял ръст под монументална арка с висящи гирлянди от плодове и листа; иконата Мадоната с Младенеца и светците Петър, Павел и Антоний абат от Тадео Гади; картината Мадоната с Младенеца“ от Бартоломео Капарали, Мадона на Якопо дел Казентино, Св. Себастиан от Тадео ди Бартоло, Добродетели и сцени от живота на Язон от Джовани Бернарди. Тук влизат и сирийски, испански, бирмански и френски произведения и предмети, състоящи се от различни материали – алабастър, стъкло, бижута, емайлирани предмети като Мир на Николо Лионело, и от слонова кост като Разпятие от византийски автор от 10 век.

#### Кралски апартамент
Кралският апартамент е в Зали 31 –60 (без зали 35, 36, 38 – 41 и 46 – 50), към които се добавя Зала 23.
Частично модифицирани в оригиналния си вид както в архитектурата, така и в обзавеждането, те представляват апартамента, който е бил домакин на Бурбоните и френските крале и семейството на херцозите на Аоста. Основната зала е Зала 23, в която се помещава леглото на Франческо I и Мария Изабела Бурбон-Испанска построена между 1829 и 1830 г. въз основа на проект на Антонио Николини със специфични стенни декорации, които напомнят за стенописите, открити при разкопките на Помпей и Херкулан, и тапицерия от мануфактурата в Сан Леучо (Казерта).
Зала 31 се нарича Салон на люлката, тъй като в нея се помещава люлка, дарена от неаполитански поданици на кралското семейство за раждането на Виктор Емануил III Савойски: особеността на залата е мраморният под от римска вила в Капри – Вила Йовис. Зала 42 е Салон на празненствата, първоначално проектирана да съхранява произведения от колекцията на Фарнезе и след това трансформирана, за да изпълнява функциите на представяне на кралското семейство. Това е една от малкото зали, които запазват оригиналния си вид, с декорации на Салваторе Джусти, в неокласически стил, мраморен под и кристални полилеи.
В Зала 52 се помещава Порцелановото салонче: това е салон, съставен от над 3000 парчета порцелан, създадени за кралица Мария Амалия между 1757 и 1759 г. от Джовани Батисти Натали, първоначално разположени в Кралския дворец „Портичи“ и едва през 1866 г. прехвърлени в Каподимонте в пригодено за целта помещение. Това е бившият Будоар на Мария-Амалия, украсен в стил Рококо и изцяло покрит с бели и цветни порцеланови фигури, декорирани с висок релеф с гирлянди и битови скечове. Представлява стилово направление, получило своето развитие разновидност на стила „Рококо“. Стилът „chinoiserie“ е един от видовете ориентализъм, а в по-широк смисъл може да се схваща като екзотика.
Зала 56, създадена по поръчка на Анибале Сако и е с ясен неокласически вкус. Носи името Салон „Камучини“ поради наличието на живописни творби, създадени от Винченцо Камучини, фланкиран от други художници като като Пиетро Бенвенути и Франческо Айец. В нея се помещават и голям брой статуи.
Всички зали съхраняват голям брой платна от най-различни автори като Александър-Хиацинт Дюнуи, Клод Жозеф Верне, Антонио Жоли, Франсиско Гоя, Ангелика Кауфман и Джачинто Джиганте, както и множество предмети за обзавеждане като порцелан, вази, презепи, музикални инструменти, дивани, полилеи и камини, като камините са само в представителните помещения.

#### Порцеланова галерия
В Зали 35 и 36 е изложена т. нар. „Порцеланова галерия“, състояща се от повече от 3000 експоната. Поради липса на място е изложена само малка част от най-представителните екземпляри от италианските и европейски порцеланови фабрики, особено на тези на Каподимонте, на Майсен, на Севър, някои от които са украсявали домовете в Неапол, Виена и Берлин. Всички експонати до 1972 г. идват от колекцията на Бурбоните. До 1860 г. тези съдове обикновено се използват, а след това, започвайки от 1873 г., по заповед на Виктор Емануил III, започва аранжирането им за изложбата на порцеланите, ръководена от Анибале Сако.
В Зала 35 са изложени творбите на Кралската фабрика на Неапол, докато в Зала 36 са най-важните европейски манифактури: сред основните произведения е Сервизът на гъската, върху чиито съдове са изрисувани изгледи на Неапол и околностите му, докато тези без декорациите са на склад, Комплект за олтар, включващ шест свещника и разпятие, дело на Джузепе Гричи за Кралския параклис „Портичи“, Сервиз за бюро, Сервиз за шоколад с гирлянд от цветя и многобройни вази, статуи и чинии.

#### Колекция „Де Чичо“
Колекцията „Де Чичо“ се помещава в Зали 38, 39, 40 и 41. Това е колекция, подредена според оригиналното оформление, от около 1300 произведения, предимно приложни изкуства, включително картини и скулптури, но също и малки бронзови фигурки, слонова кост, майолика, порцелан и понякога археологически находки, дарени на Националния музей на Каподимонте през 1958 г. от колекционера Марио Де Чичо, който ги е събирал по време на около петдесет години придобивки между Неапол, Палермо и различни международни пазари.
Сред различните произведения керамиката е в испано-мавритански стил, майолики от Ренесанса, включително звездообразна плочка от персийското производство на Рей, порцеланите от Майсен, Виена и Джинори; сред статуите са „Мадоната с Младенеца“ от школата на Лоренцо Гиберти, „Св. Матей“ от бронз, приписвани на Алесандро Витория. Сред картините са панел от Марко дел Буоно и Аполонио ди Джовани, бивша украса на сандък. И още вази, чинии, чаши, включително някои китайски от ерата K'ang Hsi и Chien Lung, ренесансови бронзови изделия от Андреа Бриоско, Алесандро Витория и Тициано Аспети, стъкло от Мурано и археологически находки като атически вази от 6 и 5 век пр. н. е., ритони от 4 век пр. н. е. и италийски и етруски скулптури.

#### Фернезианска и Бурбонска оръжейна зала
В Зали 46, 47, 48, 49 и 50 са изложени колекциите на оръжейната зала на Ферарезе и на Бурбоните. Те са около 4000 екземпляра, чието първо показване датира от 1958 г. и от които все още запазват оригиналния си вид. Колекцията „Фарнезе“ включва оръжия предимно от миланско и брешско производство, но също така и испански и немски образци на огнестрелни оръжия, остри и защитни оръжия, турнирни и военни доспехи, пистолети, мечове, кинжали и аркебузи, сред които бронята на Алесандро Фарнезе, наречена на Лилията, от Помпео дела Чеза, и италианска пушка с колесен механизъм, принадлежала на Ранучо I Фарнезе. Серията на Бурбоните включва огнестрелни оръжия, някои от които са пристигнали от Мадрид с Kарлос III де Бурбон, други от неаполитанско производство от Кралската оръжейна фабрика в Торе Анунциата, за да задоволят нуждите на армията на Бурбоните, и ловни оръжия, направени за игрална цел, като кремъчна пушка, принадлежала на Мария Амалия. Към тях се добавят оръжия, дарени на Карлос III и Фердинанд I, като карабини и пушки от саксонско, виенско и испанско производство, хладни оръжия, произведени както от Кралската фабрика, така и от Стоманоделната фабрика в парка „Каподимонте“ от 1782 г.: създатели на творбите на Карло ла Бруна, Биаджо Инести, Микеле Батиста, Натале дел Моро и Емануел Естеван. Също така се пазят оръжия от ориенталско производство и военни модели, използвани за артилерийската школа, италиански брони за престрелки и войни от 17 век, мечове от 16 и 18 век, един от които вероятно е принадлежал на Еторе Фиерамоска, италиански и европейски огнестрелни оръжия от ХVІІІ и ХІХ век. Особен е гипсовият модел с Карл V от Винченцо Джемито.

## Втори етаж
Вторият етаж е разделен на зони: Неаполитанска галерия и Колекция на съвременното изкуство: първата – Зали 61 – 97 (без Зала 62) е художествена галерия с неаполитански картини от 13 – 18 век. Зала 62 е посветена на гоблените на Авалос, а Зали 98 – 101 – на Колекция „Авалос“. Частта на съвременното изкуство заема две зали плюс други на третия етаж.

### Неаполитанска галерия
Неаполитанската галерия се състои от 44 зали и съхранява картини, но също така и скулптури и гоблени – дело на неаполитански художници или на неместни личности, работили или изпращали произведения в града и повлияли на местната школа в периода 13 – 18 век. Колекцията стартира в началото на 19 век както вследствие от премахването на манастирите по време на периода на наполеоновото господство, така и от пратениците на Бурбоните, търсещи произведения, които да бъдат включени в кралската колекция. Тя продължава отново през 2008 г. благодарение на многобройни държавни придобивки, дарения или, както се случва между 1970 и 1999 г., за предпазни цели, преди всичко за онези произведения, съхранявани в затворени или в слабо охранявани църкви. Разглежданите тук теми са религиозни теми, които украсяват църквите, но също така и битки, митологични сцени и натюрморти, по-профанни теми, често поръчвани от частни лица за техните буржоазни домове. Следователно музейното оформление на залите има тенденция да възпроизвежда тясната връзка между историята и историята на изкуството в неаполитанската област и в Южна Италия като цяло, с произведения, поръчани както от управляващия дом, така и от аристократите, които правят неаполитанската столица международна културен център.
Неаполитанската галерия започва със Зала 61: затова се помещават произведения от различни видове, демонстриращи разнообразието и сложността на художествените творения на Неапол, но също и онези произведения, които са подложени на реставрация. Тук влизат Полиптих с истории за Страстите от алабастър и дърво, произведен в Нотингам, гоблен, изобразяващ Свалянето от кръста, и дървени статуи от Джовани да Нола.
В Зала 63 и следващите две са изложени творби на Кампанската култура от края на 12 век до началото на 15 век. Заслужава да се отбележат „Св. Доминик“ – полиптих от неаполитанска църква, мраморен предмет, съставляващ част от свещник, и темпера върху панел с тема Санта Мария дел Флумине от църква близо до Амалфи, която показва византийските и арабските влияния, присъстващи на полуостров Соренто.
Зала 64 показва влиянието, което пристигането на Анжуйската династия и това на техния дворцов свят оказва върху неаполитанското изкуство. Новите суверени донасят важни дейности по преустройството на града с изграждането на дворци и църкви, които трябва да бъдат украсени впоследствие. Художниците, призовани да извършат тази работа, са вдъхновени от Джото, който лично присъства в града, и от неговата работилница: такъв е случаят с изложените в тази зала „Разпятие“ на Роберто д'Одеризио и Мадоната на смирението, и сиенезецът Андреа Вани със Свети апостол Яков.
В Зала 65 отбелязваме влиянията на унгарския клон на Анжуйската династия, по-специално на Карл III Неаполитански и Ладислав I Неаполитански. Ладислав поръчва произведения на анонимен художник, известен като Майстора на историите на Свети Ладислав: двама суверени, постоянно ангажирани във военни кампании, благоприятстват присъствието в Неапол на множество художници, предимно от Тоскана, като Николо ди Томазо.
Зала 66 е изключително посветена на шедьовъра на Симоне Мартини – Св. Лудвиг Тулузки, коронясващ брат си Роберт Анжуйски: панелът, който все още датира от Анжуйския период на Неапол, е поръчан от Роберт Анжуйски, за да запомни и отпразнува своя брат Лудвиг, който се отказва от трона на кралството, след като се присъединява към Францисканския орден.
Зала 67 съхранява произведения, които отбелязват края на Анжуйското управление в Неапол и началото на Арагонското, с неговите живописни новости. Тук са творбите на фламандски художници, художници и скулптори, много скъпи на Алфонсо V Арагонски, но също и италианци като Колантонио с Предаване на францисканското правило, Св. Йероним в своя кабинет и Полиптихът на Сан Винченцо Ферер – ранни примери за неаполитанска ренесансова живопис, по средата между италианския стил и международния стил, с фламандско-каталонски влияния.
В Зала 68 са изложени онези художници, които работят в Неапол по време на управлението на Фердинандо I Неаполитански и Алфонсо II Неаполитански, предпочитани от последния за изграждането на триумфалната арка на Кастел Нуово в Неапол: лангобардци като Кристофоро Скако ди Верона и Протазио Кривели, венецианци, сицилианци, далматинци и испанци като Хуан де Боргоня, но също и Франческо Пагано и Пиетро Бефулко.
Зала 69 със своите творби показва тясната връзка, създадена в края на 15 век между Алфонсо II и Тоскана, но също така и как умбрийските художници са високо оценени в града. Тук са изложени произведения на Пинтурикио и на Матео ди Джовани – основа художници и за обучението на местни художници като Франческо Чичино – усърден създател на полиптихи, сред които се откроява „Мадоната с Младенеца на трон и светци“.
Зала 70 бележи началото на испанското господство в Неапол в началото на 16 век: изложените творби демонстрират важно съзряване на местното изкуство, представено тук от художници като Джовани Филипо Крискуоло и Андреа Сабатини, които все още се позовават на Умбрийско-тосканската живопис, смесена с класицизма, типичен за Рафаело, или във всеки случай – на художници, обучени в други области на Италия, като Чезаре да Сесто, присъстващ с „Поклонението на влъхвите“, което ще служи за посредник в иновациите в неаполитанската живопис. Освен това се усеща испанско влияние в живопистта на Педро Фернандес.
Зала 71 съдържа важна колекция от мраморни скулптури от 16 век, художествена продукция, в която Неапол се откроява особено с художници като Джироламо Сантакроче и Джовани да Нола: това са декоративни елементи от произведения, съхранявани преди това в църквата „Санта Мария Асунта дей Пинятели“, и четири горелефа от църквите „Сант Анджело Маджоре“ и „Санта Мария деле Грацие Маджоре а Капонаполи“.
В Зала 72 са изложени картините на Полидоро да Караваджо – ученик и помощник на Рафаело, обучаван в Рим през първата половина на 16 век, който след това работи за кратко и в Неапол: сред изложените платна са Отиване към Голота, Свалянето от кръста, Св. Петър и Св. Андрей, които подчертават оригиналния и смущаващ характер на художника.
В Зала 73 са твобите на художници като Марко Кардиско и Педро Мачука. Кардиско е повлиян от маниеристичното влияние на Полидоро и на Класицизма на Андреа да Салерно, ясно видим в Диспутът на Свети Августин, докато вторияте автор на Смъртта и Успение Богородично, която се характеризира с картина с меки фигури върху донякъде артикулирани композиции, която по някакъв начин напомня тази на Росо Фиорентино.
Връзката между Педро Алварес де Толедо и Сунига и Тоскана създава интензивен културен обмен между Неапол и Флоренция или Сиена, ясно видим в Зала 74, където са творбите на творци като Марко дал Пино – ученик на Доменико Бекафуми, отдавна активен в града, Содома и най-вече Джорджо Вазари с Вечерята в къщата на фарисея и Представянето в храма.
Основната творба в Зала 75 е „Благовещение“ от Тициан – рядък пример за венецианска живопис в Неапол и първоначално разположен в параклис „Пинели“ в църквата „Сан Доменико Маджоре“. Също така характерна е малката зала, наречена 75 бис, с две картини с религиозен характер, а именно – „Отиване към Голгота“ от Джовани Бернардо Лама и Пиетà и светци от Силвестро Буоно, като последният е ясно вдъхновен от фламандските художници на мода в Неапол в края на 16 век.
В Зала 76 има големи платна, предназначени да бъдат високи олтарни образи в Неапол, който изживява с Филип II Испански пламенен период както на религиозни конструкции, така и на декорации на вече съществуващи църкви, но които трябва да следват диктата на Контрареформацията. Сред художниците, работили по реализацията на тези произведения, можем да споменем Арт Митенс и Дирк Хендрикс – фламандски автори, Франческо Курия с Благовещение, считан за един от шедьоврите на южната живопис от 16 век, и Джироламо Импарато.
Зала 77, със своите творби, бележи върха на неаполитанското изкуство от 16 век, с художници, предлагащи свещени изображения, които говореха ясно на вярващите. Изложени са Шипионе Пулцоне със своята студена и пуристична живопис, Иполито Боргезе и неговият сфумато замах на четка в Пиетà, Фабрицио Сантафеде, по-близо до народната култура, и Луиджи Родригес. Характерни са малките картини на Кавалиер д'Арпино, един от последните миниатюристи, работещи в Неапол, особено в Четрога на Сан Мартино.
Зала 78 е запазена теритоия на Бичуването на Христос на Караваджо – творба, която открива великия сезон на неаполитанския 17 век. Художникът е активен в Неапол между 1606 и 1607 г. и между 1609 и 1610 г., помагайки за радикалната трансформация на живописта на столицата, която дотогава се състои от светци, ангели, корони, в по-проста, съществена и мрачна, която се отразява и в алеите на града – дотогава пренебрегвана реалност, поставяйки, особено от второто десетилетие на 17 век, основите на неаполитанския натурализъм.
В Зала 79 се съхраняват творбите на така наречените Караваджисти, т.е. онези художници, които се позовават на Караваджо в творбите си, като Филипо Витале, Карло Селито, който е роден като елегантен и стилизиран художник, за да прегърне напълно новия стил, и Батистело Карачоло, най-великият неаполитански караваджист, който все още успява да намира своята собствена идентичност с абстрактна и жива живопис на фона, добре демонстрирана в изложените платна като Ecce homo, Христос на колоната, Оплакването над тялото на Авел и Венера и Адонис.
Зали 81, 83 и 84 са предназначени за цикличната изложба на щампи и рисунки, съхранявани в музея. Изборът на произведения за излагане се прави както на базата на консервативни критерии, така и за да хвърли светлина върху рисувателната дейност на художниците, които циркулират около Неапол. Представени са и гравюри от 17 – 19 век. В залата има шкаф английско производство и две масла върху мед от Франческо Гуарини.
Зала 87 показва произведения на художници, които работят в Неапол в началото на 17 век – период, в който църквите на града участват във важни разкрасителни работи, които привличат художници не само от района, но и от чужбина, карайки неаполитанската живопис да изживее своя златен век: основната творба в стаята е „Юдит и Олоферн“ от Артемизия Джентилески.
Зали 88, 89 и 90 имат такова разположение на картините, че да изглеждат като параклиси на църква, украсена с големи такива: присъстващите художници са тези на Ранния неаполитански натурализъм, които следват пътя, открит от Караваджо и неговите игри на светлина върху тъмен фон, въпреки че не липсват влияния от емилианската и венецианската живопис, станала известна в Неапол от 1640 г. Сред художниците са Артемизия Джентилески, Батистело Карачоло, Симон Вуе, Масимо Станционе с Жертвата на Мойсей и Мъченичеството на Света Агата, Пиетро Новели, Чезаре Фраканцано и Хосе де Рибера с Магдалена в размисъл, Вечният баща, Trinitas terrestris и Свети Йероним и Ангелът на съда.
В Зала 91 е изложен един от шедьоврите на Рибера, а именно Пияният Силен, но има картини на Пиетро Новели и Франческо Фраканцано, които отварят неаполитанското изкуство към европейската култура: произведенията на т. нар. Майстор на вестта на пастирите, който се занимава със свещени теми, изобразени в типичен пасторален свят, оценен и в останалата част на Европа благодарение на работата на търговцит на изкуство като Гаспар Румер и Ян и Фердинанд ван ден Айнде.
В Зала 92, освен Кухненския интериор от Франческо Фраканцано, има произведенията на Матиас Стомер – нидерландски художник, работещ в Рим, Неапол и Сицилия, който въпреки че следва Школата на Караваджо, е отворен за експерименти: всъщност в неговите произведения като Поклонението на пастирите, Вечеря в Емаус и Смъртта на Сенека светлината играе основна роля, естествена или изкуствена като тази на свещ, която осветява тъмната среда, в която е центрирана сцената.
В Зала 93 се помещава второто поколение неаполитански художници, обучени през първото десетилетие на 17 век – главни герои на картина, която е резултат от експерименти на Караваджистите, с влияния на Емилианците и с европейски вияния. Изложени са Джован Батиста Спинели близо до Френско изкуство с неговия Давид с главата на Голиат, Франческо Гуарини с използването на естествени сенки, ясно видими в Света Агата и Света Цецилия на клавесин и ангели, и Андреа Вакаро, един от най-големите представители на този период, с неговите картини, които смесват свещеното и профанното, ясно видимо в Триумфа на Давид и в Поклонението пред златния телец.
В Зала 94 има много творби на Бернардо Кавалино – художник, който успява напълно да схване вкуса на времето, като се обръща към колекционери, които предпочитат елегантна и разказвателна картина, съставена от малки платна, създадени за украса на неаполитански дворци, с теми, които се отнасят до поетичните композиции на Торквато Тасо и Джован Батиста Марино, описващи простия и ежедневен живот; Йохан Хайнрих Шьонфелд, внимателен изследовател на Кавалино, също е изложен в същата зала.
Зала 95 е съсредоточена върху онези художници, които работят предимно между 30-те и 40-те години на 17 век, а именно Мико Спадаро, Салватор Роза, Аниело Фалконе и Андреа Де Лионе. Те се отварят към нов тип живопис, направена от исторически и митологични битки, следователно са също подходящи за представяне на мъченици на светци в нерелигиозна обстановка. В малката зала са изложени 96 неаполитански натюрморта на Бартоломео Бимби, Карло Марата и Кристиан Беренц, с донякъде скучни тонове, но радващи се на особена слава между 17 и 18 век.
В Зала 97 се продължава с натюрмортите, този път обаче от неаполитански художници: това е много популярен жанр в Неапол по онова време благодарение на все по-разпространените влияния на барока, започващи от средата на 17 век. Изобразени са риби, цветя в кристални и сребърни вази, плодове и цитрусови плодове. Основните художници в залата са Лука Форте, Джован Батиста Руополо, Джузепе Реко, вдъхновени от натуралистичната живопис със средиземноморски цветове, и Андреа Белведере и Паоло Порпора, вместо това повлияни от зараждащата се рококо артистичната жилка, съставена от по-деликатна живопис.
Зала 102 е изцяло посветена на Матия Прети – художник, който заедно с Лука Джордано представлява един от най-успешните художници, работещи в Неапол за около десетилетие. В залата има две подготвителни скици за стенописите, които ще бъдат нарисувани върху града порти като ex voto за края на чумата от 1656 г. и още платна като Завръщането на блудния син, Банкетът на Авесалом и Св. Себастиан, които показват особената понижена гледна точка на автора.
Зала 103 е прерогатив на Лука Джордано, в чиито творби той показва всички новости на зараждащото се бароково течение и който стои като предшественик на рококо културата: следователно има големи пространства, фигури с меки линии с розова кожа и руса коса са ясно видими в платна като „Екстазът на Св. Никола Толентински“, Милостинята на Св. Тома от Виланова, Мадоната на балдахина, Мадоната на молитвената броеница и Светото семейство има видение за символите на Страстта.
В Зала 104 са изложени творби от неаполитанския 18 век с художници като Франческо Солимена, наследник на Лука Джордано, с неговите характерни герои, изобразени почти в театрална поза, както може да се види в „Еней и Дидона“, и отново Паоло Де Матейс, също от школата на Джордано, Доменико Антонио Вакаро и Франческо Де Мура, автор на по-елегантна картина от тази на неговия майстор Солимена.
Зала 105 е посветена на скиците на най-великите творци на фрески от 18 век: това са свидетелства за понякога недовършени творби, като например скицата на Св. Доминик, който съживява племенника на кардинал Орсини, която Доменико Антонио Вакаро създава за църквата „Сан Доменико Маджоре“, или изгубени във времето, като Клането на праведните в Шо от Франческо Солимена. Творби на Джакомо дел По и Франческо де Мура също са изложени тук.
Зала 106 завършва пътуването на неаполитанската живопис от 13 до 18 век, събирайки произведения от последната половина на 18 век, което бележи идването на Бурбоните на трона на Кралство Неапол. Новите владетели, както е възможно да се забележи в художниците, изложени тук, изоставят неаполитанските с изключение на Джузепе Бонито, и се отварят към художници с по-европейски обхват: такъв е случаят с Гаспаре Траверси, автор на иронична картина, Корадо Джакуинто и Пиетро Барделино, с рококо картини и митологични сюжети.

## Колекция
- Андреа Мантеня, Портрет на Франческо Гондзага, 1461 г.
- Сандро Ботичели, Мадоната с Младенеца и два ангела. 1470 г.
- Джовани Белини, Преображение Христово. 1480 г. (Зала 8)
- Анибале Карачи, Херкулес. 1596 г.
- Караваджо, Бичуването на Христос. 1607 – 1608 г.
- Лоренцо Лото, Мадоната с ладенеца и Св. мъченик Петър. 1503 г.
- Рафаело Санцио, Св. Николай. 1500 – 1501 г.
- Бартоломео Скедони, Милостиня. 1611 г.
- Ангелика Kауфман, Фернанд IV и неговото семейство.   . 1783 
- Кореджо, Мистичната сватба на света Екатерина. . 1520 г.

### Зала на гоблените
В Зала 62, известна като Зала на гоблените, са изложени седем гоблена, изобразяващи битката при Павия, изработени между 1528 и 1531 г., вдъхновени от ескизи на Бернарт ван Орлей с тъкани от Брюксел: през 1531 г. са дарени от Генералните щати на Брюксел на император Карл V, а през 1571 г. стават част от колекцията на Франческо де Авалос и де Акуино. През 1862 г. наследникът му Алфонсо де Авалос дарява гоблените на Италианската държава, която ги прехвърля в музея Каподимонте. Седемте гоблена имат следните наименования:
1. Напредване на императорската армия и атака на френската жандармерия, водена от Франсоа I;
2. Поражението на френската кавалерия; императорската пехота овладява вражеската артилерия;
3. Пленяване на френския крал Франсоа I;
4. Нахлуване във френския лагер и бягство на дамите и цивилните след Франсоа I;
5. Нахлуване във френския лагер: швейцарците отказват да настъпят въпреки намесата на техните водачи;
6. Бягство на френската армия и отстъпление на херцога на Алансон отвъд Тичино;
7. Офанзива на обсадените и победа на швейцарците, които се давят в големи количества в Тичино[138]

- 1.
- 2.
- 5.
- 6.

#### Колекция „Авалос“
В Зали 98, 99, 100 и 101 се помещава Колекция „Авалос“ Това е частна колекция, създадена през 17 век от принца на Монтесаркио Андреа д'Авалос, който събира и поръчва един от най-важните произведения на неаполитанските художници от 17 век и първо дарени на италианската държава, а по-късно на музея Каподимонте през 1862 г. Впоследствие част от колекцията е разпределена в четирите зали на музея, според оригиналното оформление. Повечето от творбите се занимават с натюрморти, но също и с исторически, митологични и литературни теми: художници като Пачеко де Роза, Лука Джордано с огромна група платна, Андреа Вакаро, Джузепе Реко и Хосе де Рибера с един от неговите шедьоври, символ на артистична зрялост, а именно „Аполон и Марсий“, върху които самият Джордано основава обучението си.

#### Съвременно изкуство
Колекцията за съвременно изкуство е открита през 1996 г., но изложби в този жанр вече са били изложени в музея преди това: всъщност през 1978 г. е представена изложбата на Алберто Бури, а през 1985 г. – на Анди Уорхол в тогавашния Салон „Камучини“, който по-късно става Зала 2 и е избран да бъде домакин на събития за съвременно изкуство – роля, която изпълнява от 1986 до 1991 г. с изложбите на Джино Де Доминичис през 1986 г., Марио Мерц през 1987 г., Карло Алфано и Сол Леуит през 1988 г., Микеланджело Пистолето, Лучано Фабро и Янис Кунелис през 1989 г., Елизео Матиачи през 1991 г. – годината, в която цикълът от изложби завършва с тази на Зигмар Полке, за да се даде възможност за реставрационна работа на музея; при повторното му откриване е решено за постоянна изложба на съвременни творби.
Галерията започва с три произведения, създадени in situ, разположени в три зали: първата, наречена „Без заглавие“, от Джанис Кунелис, е създадена с буркани, ютии, чували и въглища; втората, от Даниел Бурен, носи заглавие „Указания“, т.е. инсталации от цветна самозалепваща хартия върху гипсокартон и мраморен под, а третата е озаглавена Grande Cretto Nero – панел от Алберто Бури в майолика и емайл. Други съвременни творби са изложени в Зала 82 и са направени с най-различни материали като масло върху платно, бронз, желязо, стъкло, рисувано дърво и темпера, от художници като Гуидо Татафиоре, Ренато Баризани, Доменико Спиноза, Аугусто Перес, Джани Пизани, Рафаеле Липи, Лучо Дел Пецо, Кармине Ди Руджеро и Марио Персико.

## Трети етаж
На третия етаж се помещава продължението на колекцията за съвременно изкуство, Галерия на 19 век и фотографската секция.
Секцията за съвременно изкуство продължава от втория етаж. На тавана на двореца са разположени инсталациите на Марио Мерц Звукова вълна, направена с желязо, неон, вестници, камъни и стъкло, на Джоузеф Кошут Граматическо наблюдение – надпис на стената, осветен от неон и огледала, и на Карло Алфано Камера, с компаси от алуминий, графит и неон. Сред останалите творби най-престижната е Везувий от Анди Уорхол, към която се добавят творбите на Енцо Кучи, Мимо Паладино, Херман Нич, Зигмар Полке, Джино де Доминичис, Джоузеф Косут, Микеланджело Пистолето, Луиджи Майнолфи и Еторе Спалети.
Галерия на 19. век излага произведения на художници, закупени или дарени на музея в периода непосредствено след обединението на Италия: както от неаполитански художници, така и от други области от различни области на Италия, по такъв начин, че да формира единен език национално фигуративно изкуство който е в състояние да схване историческите, социалните, натуралистичните и културните аспекти на периода. Колекцията започва с двете най-изявени личности на момента, а именно Доменико Морели и Филипо Палици, по-отдадени на натуралистичните изображения. Заслужава да се отбележи линията от художници, принадлежащи към Школата на Резина, като Марко Де Грегорио, Федерико Росано, Микеле Камарано и Джузепе Де Нитис. Също така характерни са Джоакино Тома, концентриран върху разбирането на душевните настроенията, изобразени спокойно, Винченцо Миляро, Франческо Паоло Микети, насочени към сцени от народния живот, Антонио Манчини, чиито творби имат за главни герои децата на обикновените хора, и Джовани Болдини, Франческо Саверио Алтамура, Джакомо Бала и Джузепе Пелица да Волпедо.

Фотографската секция е открита през 1996 г. и се състои от 52 снимки на Мимо Йодиче, които изобразяват главните герои от фазата на неаполитанската култура, която продължава от 1968 до 1988 г., с обекти като Емилио Ноте, Нино Лонгобарди, Анди Уорхол и Джоузеф Бойс.
- Чарлз Херманс, Портрет на Мария Сулие
- Франческо Яковачи, Микеланджело почита трупа на Витория Колона
- Доменико Морели, Иконоборците